# 世界でいちばん強くなりたい!
『世界でいちばん強くなりたい！』（せかいでいちばんつよくなりたい）は、ESE原作、夏木きよひと作画による漫画作品。国民的トップアイドルから女子プロレスに転向した主人公の成長と活躍を描くストーリー漫画で、アース・スター エンターテイメント発行の月刊漫画雑誌『コミック アース・スター』にて創刊号から2014年1月号まで連載、単行本5巻巻末の原作者コラムには第1章完結、第2章構想中とある。表題は、公式に「せかつよ」と略される。

## 概要
『コミック アース・スター』創刊直前に収録作品として挙げられた漫画の1つで、その際には「新感覚女子プロレス漫画」と紹介された。声優を起用したボイスドラマなどを収録したCDをしばしば付録とする同誌にあって本作もボイスドラマ化され、話題となった。
同誌の単行本レーベル「アース・スター コミックス」の第1弾5作の1つとして発売された単行本第1巻には、同時に発売された『東京自転車少女。』第1巻と共に、上述同様のボイスドラマを収めたCDを初回限定版付録として話題を集めたが、両者ともあまりに早く完売してしまったため、本来は「初回限定」の付録CDを例外的につけた緊急増刷を行う一幕もあったという。また、第1巻の帯に「TVアニメ化企画進行中！」、第2巻にも同様に「TVアニメ化企画着々と進行中！」と記載され、制作会社などの詳細は不明ながら、同誌の連載作品としては最も早くテレビアニメ化の企画が明らかにされた。
2011年11月11日より、携帯電話の待ち受け時や送受信時の表示画像をまとめて変更する、いわゆる「着せ替えコンテンツ」の配信が、一部配信サイトにおいて開始された。また、2011年12月に開催された「コミックマーケット81」では、『すーぱーそに子 そにこま』と共に卓上カレンダーやブロマイドといったグッズを販売した後、一部の通信販売サイトでも取り扱いを開始した。こうした展開も、連載作品の中で最も早かった。

## スターダム、「速報！バトル☆メン」とのコラボ
本作は、実在する女子プロレス団体「スターダム」および衛星放送FIGHTING TV サムライの番組『速報！バトル☆メン』とのコラボレーションを行っている。恒常的には、「コミック アース・スター」2011年12月号より「『FIGHTING TV サムライ』×『スターダム』×『せかつよ』SPページ」と題して同誌紙面上でスターダムの選手を紹介し、その取材風景を「速報！バトル☆メン」中で放送するものである。また、単行本第2巻収録の第13話に描かれた「新人オールスター戦」には当時スターダムに所属していたプロレスラー・世IV虎が登場するが、これは2011年12月11日に開催された同団体の新人王トーナメント「ルーキー・オブ・スターダム2011」優勝賞品の1つとして実現したものである。それに加えて同話では、「速報！バトル☆メン」の司会の1人である大江慎も登場した。なお、このコラボはテレビアニメ版でも継続され、世IV虎は自身の役で第7話に登場して声をあてた。
一方、スターダムにおいても本作とのコラボレーションマッチを行い、2013年9月23日に後楽園ホールで開催された「5★STAR GP2013」最終戦第1試合では本作のイメージレスラー権を賭けて3選手が戦い、岩谷麻優がその権利を獲得した。また、同年11月4日の「スターダム100回記念大会」第2試合でも同様に2対2の試合を行った。

## あらすじ
2011年、国民的人気を誇るアイドルグループ「Sweet Diva」の頂点たるセンターボーカルを決める「国民投票」の栄冠は、今回も萩原さくらの頭上に輝いた。またも2番手となった宮澤エレナは、仲の良いさくらの栄誉を祝いつつも、ライバルとして複雑な気持ちを抱いていた。そんなときマネージャーから、女子プロレス団体「ベルセルク」への取材の仕事が舞い込んだ。さくらが手を挙げるのを見たエレナは、これ以上の差をつけられまいと、自らも参加を申し出た。
取材当日、エレナがリングでふざけているところを、ベルセルクの実力派レスラー・風間璃緒に見咎められてしまう。柔軟体操中のエレナの発言に璃緒が絡んだことを契機にエレナは璃緒の技を受けることになり、さくらに対する意地で無理をした結果、足を傷めてしまう。エレナを怪我させられ、アイドルをバカにされたことに怒るさくらはテレビカメラの前で璃緒への挑戦を宣言し、プロレスラーへの道を歩み始めるのであった。

## 登場人物
単行本第4巻収録の第25話までを基に記述。担当声優は、ドラマCD版 / テレビアニメ版の順。声優1名だけの記載の場合は、テレビアニメ版のみであることを示す。また、その他の場合はそれを（）内に示す。
萩原 さくら（はぎわら さくら）
声 - 豊崎愛生 / 竹達彩奈
本作の主人公。第1話の段階で17歳の少女。
アイドルグループ『Sweet Diva』創設時からのメンバーであり、過去4回の「国民投票」で不動のセンターボーカルとして君臨するトップアイドル。メンバー中、エレナと2人しかこなせない後方宙返り「アイスクリームサルト」を片足でもやってのけるほど身体能力が高い。肝心なときにミスをする面もあるが、顔に似合わず熱血で頑固、我慢強い性格。アイドル活動やSweet Divaに対する強い誇りを持っており、それらを軽んじた風間璃緒に挑戦すべくSweet Divaを休止してベルセルク所属のプロレスラーとなった。その後、試合を重ねる中で「もっと強くなりたい」と感じ始め、第12話の璃緒戦後にプロレス続行を決意。さらにジャッカル戦で世界の強さを見た第17話で「世界でいちばん強くなりたいです！」と宣言した。
アイドル時代から腰まで届くロングストレートの艶やかな黒髪が特徴であったが、璃緒への最初の挑戦で彼女の提示した「カベジェラ・コントラ・カベジェラ」の意味を知らずに承諾し、試合後も自ら制裁を受け容れたため、襟足ほどの短髪にされた。その後、時間の経過と共に従前通りの長髪と戻ってきている。
レスラーとしては小柄で体重も軽いため、ドロップキックやフライング・ボディ・アタック、さらには後方宙返りしつつ相手のアゴを2回蹴り上げる必殺技「さくらスペシャル」など、身軽さを活かした跳躍技を得意とする。
宮澤 エレナ（みやざわ エレナ）
声 - 日笠陽子 / 阿澄佳奈
本作のもう一人の主人公。さくらと1、2位を争うSweet Divaのトップアイドル。第1話時点で、さくらと同じく17歳の少女。
オレンジ色の髪をポニーテールに結っている。自信に溢れた勝気な性格。さくらと共に創設時からのメンバーで、彼女と大変仲が良く良き理解者である一方、その実力を認めているために強いライバル意識を持っている。プロレスの取材に際して怪我をするまで無理をしたのも、さくらに負けたくない一心からだった。
さくらがプロレスへ転向してアイドル活動を休止する間は自らがSweet Divaを守り続けると決意したが、一方で彼女をそうさせてしまった自責の念から、「さくらがアイドルに復帰するまでの間、同じ苦痛を味わう」べく密かに朱里へ弟子入りした。
ブルーパンサー
さくらたちの前に突如（この時点では朱里がエレナの代わりにブルーパンサーとして振る舞っていた）現れて第13話で千夏、第19話で璃緒の試合に乱入し、それぞれを倒してさくらを引退させるべく試合を挑んだ「雅」所属の謎の覆面レスラー。ファイトスタイルはサンボ中心として多彩な関節技を使いこなすほか、朱里の得意とするコンピネーションも使いこなす。
その正体は朱里に弟子入りしたエレナ。エレナはさくらとの対戦の後に自らマスクを脱いで正体を晒すが、テレビアニメ版では試合前にエレナが自らマスクを脱いでから試合を行うという展開へ変更されている。これはテレビアニメ版放送当時、原作で既に正体がエレナであることが明らかにされていたため、作者の夏木きよひとがテレビアニメ版スタッフと話し合って決定したという経緯をコミック第5巻のあとがきで語っている。
朱里の扮していたブルーパンサー（声 - 花澤香菜）については彼女の項目を参照。

### ベルセルク関係者
豊田 美咲（とよだ みさき）
声 - 鳴海杏子 / 同左 / 花耶（PLT世界でいちばん強くなりたい！2）
ベルセルクの頂点に立つBWQ（ベルセルク・レスリング・クイーン）王者。シャングリラ世界ランキング12位。
レスラーでありながら、歌手活動も行いヒットチャート上位に食い込む「ファイティング・アーティスト」であり、ステージ演出や衣装も自ら手がける「ファイティング・プロデューサー」としての顔も持つ。第1話で香苗と共にさくらの璃緒への挑戦を目撃して以降、さくらを陰ながら見守っていたが、心折れた彼女にプロレスの本質を厳しく教え、後に彼女の申し入れを受けて弟子とした。
実は美咲自身も、さくらと同様にアイドルからレスラーへ転向して挫折しかけた過去があり、さくらが塗り替えるまでベルセルクの連敗記録を保持していた。それをジャッカル東条の指導により救われたため、現在も彼女を慕っている。
相手の片腕をアームロックで極め、相手のもう一方の腕でフェイスロックをかけた上で後方へ投げるオリジナル技「ミサキスペシャル」を必殺技とする。
テレビアニメ版では、原作のCMキャラクターとしても登場する。
風間 璃緒（かざま りお）
声 - 田中理恵 / 戸松遥
ベルセルクの中堅に位置する実力派レスラー。シャングリラ世界ランキング65位。
銀色の短髪と縦長の瞳孔を持つ眼が特徴。ベルセルクを取材に訪れたさくらとエレナの前でアイドルを小馬鹿にする言動をして彼女らと衝突し、さくらが女子プロレスラーとなる原因を作った。第12話で決着をつけるまではさくらの敵役として扱われたものの、いわゆるヒールレスラーや悪意を持つ人物ではなく、初対戦時に素人であるさくらに手加減していたことが彼女がプロになった後に判明したり、敗戦時には潔く負けを認めてさくらを称えるなど、悪人ではない。決着後はさくらの良き先輩かつライバル的存在となり、彼女への呼称も「萩原」から「さくら」へ変化した。
胴絞めスリーパーなど、各種スリーパーホールドを得意とする。
鈴元 千夏（すずもと ちなつ）
声 - 伊藤静 / 三森すずこ
第4話でさくらのプロデビュー戦の対戦者として登場した、その時点でプロ2年目のレスラー。
公式ブログによれば当初はこの回のみのキャラクターだったが、第5話ではさくらと共に美咲のセコンド、第10話から第12話にかけては璃緒と戦うさくらのセコンドとして登場し、第13話では「新人オールスター戦」ではベルセルク代表の1人として最終戦を戦った。
テレビアニメ版では、髪型やリングコスチュームが原作とまったく異なるものとなっている。
小宮山 紅亜（こみやま くれあ）
声 - 上坂すみれ
第4話にて、さくらに「地獄の百発投げ」を受けさせる10人中の1人として登場したレスラー。
目を覆い隠すほどの長い前髪が特徴で、テレビアニメ版では前髪の一部が黄色に染まっている。公式ブログによれば、鈴元同様この回のみのモブキャラクターで名前も無かったが、第8話でさくらの対戦相手として名前が設定され、第10話から第12話にかけてさくらと対戦した璃緒のセコンドとして登場し、さらに第13話ではベルセルク代表の1人としてスターダムの世IV虎と戦った。
ユンボ山本（ユンボやまもと）
声 - 高垣彩陽
ベルセルクにおけるヒールレスラーであり、「兇悪（きょうあく）同盟」の首領。竹刀や一斗缶などによる凶器攻撃で美咲を苦しめるが、「ミサキスペシャル」を受けて敗北した。
ホーネット
声 - 徳井青空
「兇悪同盟」の覆面悪役レスラー。第9話でさくらの65戦目の対戦相手となった。同グループの他の選手と同様に凶器を用いたり、セコンドとの数人がかりの反則攻撃を行う。
西原 涼（にしはら りょう）
声 - 生天目仁美 / 角川早織
ベルセルクの女性コーチ。第3話でベルセルクへ入団したさくらに過酷なテストを課した。最初はさくらに対して懐疑的であったが、テストメニューを次々とこなし、プロレスラーでさえ呆れるほどのスパーリングにも耐える彼女の姿に見方を変える。3か月後、さくらをプロとしてデビューさせるに相応しいか見極めるべく、「地獄の百発投げ」を受けさせた。
猪場 精一（いのば せいいち）
声 - 立木文彦
ベルセルクの社長で、自身も元プロレスラー。第2話時点で51歳の男性。ベルセルクへ入団したさくらを涼に預けた後、美咲や涼の意見を聞いた上でさくらにプロテストを受けさせることを決め、「地獄の百発投げ」に立ち会った。
福岡 萌（ふくおか もえ）
声 - 金元寿子
第18話でベルセルクに入門した新人レスラー。同話時点で15歳の高校1年生。さくらに対する呼称は「さくら先輩」。
猪場の現役時代の先輩レスラー・グレート福岡の孫で、猪場とは幼い頃から親交があった。舞幻（ぶげん）流空手の高校部門世界チャンピオンとなるほど高い格闘センスを持ち、ジャッカル東条と対戦したさくらに憧れて入門する。ベルセルク史上最年少・最短期間でプロデビューし、デビュー戦の相手にさくらを指名して対戦した。
エクスカベータ咲夜（エクスカベータさくや）
声 - 三浦槙子
テレビアニメ版オリジナルキャラクターで、第7話に登場。原作で省略されていた、豊田が足を骨折した試合の対戦相手に相当する。短めのツインテールでチアリーダー風の緑のコスチュームを着た兇悪同盟のメンバーとして、豊田に防戦一方の試合を展開するも、彼女がトップロープからの飛び技を行う際に足を滑らせての転落で骨折したため、レフェリーストップによる勝利を飾ることとなった。

### Sweet Diva 関係者
桐島 真琴（きりしま まこと）
声 - 喜多村英梨
Sweet Divaのチーフマネージャー。多くの仕事を持ち込む本人いわく「敏腕」（メンバーによれば「鬼の」）マネージャーで、彼女が他のタレントの代役として女子プロレスの取材の仕事を持ち込んだことが、さくらのプロレス転向の遠因となった。さくらの気持ちや性格を理解し、彼女がプロレス転向を決めた際には快く送り出したうえ、璃緒と戦う前にはエレナを説得してメンバーを伴い、試合を観戦。試合後、さくらのプロレス続投宣言に戸惑うメンバーたちを慰めた。
菅野 七海（かんの ななみ）
声 - 大坪由佳
腰までの長い黒髪に青いカチューシャを着けたSweet Divaのリーダー。さくらやエレナと同い年だが、大人びた落ち着きを持つ。さくらがプロレスへ転向した後、璃緒との二度目の対戦を真琴やエレナらと共に観戦した。
望月 悠歩（もちづき ゆうほ）
声 - 伊藤美来
肩口までの短髪の左側頭部に桃色の大きめなリボンを着けたSweet Divaのメンバーで、元気の良いムードメーカー。さくらがベルセルクへ入団した後、自らは愛華とSweet Diva初の派生グループ「パフスリーブス」を結成する。さくらと璃緒の二度目の対戦は真琴やエレナらと共に観戦し、新人オールスター戦ではエレナと共に放送席のゲストを務めた。
早瀬 愛華（はやせ あいか）
声 - 雨宮天
長い髪を黄色いリボンでツーサイドアップにまとめたSweet Divaのメンバーで、明るく元気だが気弱な一面もある。また、悠歩と共に「パフスリーブス」にも所属している。
単行本第1巻の設定資料によれば、七海・悠歩・愛華の3人はSweet Divaでさくらやエレナに次ぐ人気を持つ。

### その他
「萩原さくらファンクラブ」会長
声 - 岡本信彦
氏名などは一切不明だが、登場時には頭に「I♥さくら」と書かれた鉢巻きを締めて法被を着る、小太りで眼鏡をかけた若い男性。Sweet Diva時代からさくらの応援を続けており、彼女がプロレスへ転身してその継続を決意してからも他のメンバーと共に試合を毎回観戦している。
藤下 香苗（ふじした かなえ）
声 - 佐藤利奈
スポーツ紙「王道スポーツ」の新聞記者。
短髪で、眼鏡をかけた女性。美咲やジャッカルとはかつて共にプロレスラーとしてリングに立った仲であり、腰を痛めての引退から記者への転身を経た現在でも親交は深い。第1話でさくらが璃緒に向かっていった現場に美咲と共に居合わせて以来、彼女の成長を見守っており、さくらが璃緒に勝利した際には「いい面構えになった」と評した。
ジャッカル東条（ジャッカル とうじょう）
声 - たかはし智秋
2011年末（第13話）にアメリカ合衆国から来日したシャングリラの世界チャンピオン。ハリウッド女優のような容姿にスーパーモデル並の体型を持ち、国民的英雄と評される。
かつてのリングネームは本名でもある「東条真理子」。また、その当時にはさくらと同様に連敗を喫していた美咲を指導し、プロレスの道を説いた師匠でもある。そのため、孫弟子に当たるさくらの素質に着目している。
「ジャッカルコメットバスター」や「ジャッカルスーパーギャラクシー」など、数々のオリジナル必殺技を持つ。
真田 朱里（さなだ じゅり）
声 - 花澤香菜
ベルセルクのライバル団体「雅（みやび）」の代表取締役社長兼トップレスラー。シャングリラ世界ランキング第7位。元ベルセルク所属で、美咲や香苗とは同期。オリジナル技「朱里クラッシュ」から「蜘蛛絡み（くもがらみ）」へ繋ぐコンビネーションを得意としており、第19話時点で美咲に「実力は自分より上かもしれない」と言わしめた実力の持ち主でもある。
第18話でジャッカルにブルーパンサーの正体は自分であることを示唆したが、実は密かに弟子入りしていたエレナを庇ったものであり、彼女がブルーパンサーと同時に公の場に立った際（第13話など）には代わりにブルーパンサーとして振る舞っていた。
テレビアニメ版では髪型まで美咲とよく似た容姿となっているが、髪と瞳の色で判別できる（美咲が栗色を基調にした黒髪と黄色の瞳なのに対し、朱里は紫色を基調にした黒髪と赤い瞳）。
世IV虎（よしこ）
声 - 世IV虎
実在する女子プロレス団体「スターダム」のレスラー。原作の第13話「新人オールスター戦」に登場して紅亜と対戦した。
テレビアニメ版では、原作同話に相当する第7話で世IV虎本人が声を担当した（#スターダム、「速報！バトル☆メン」とのコラボも参照）。

## 用語
Sweet Diva（スウィート ディーバ）
さくらやエレナの所属する、日本最大の国民的アイドルグループ。研究生・候補生を含め総勢150名を擁し、半年に一度、テレビ中継を交えた「国民投票」でセンターボーカルを決める。物語の3年前に結成され、最初は小さな劇場で少ない観客を前にささやかなパフォーマンスを見せるアイドルグループだったが、メンバーの努力によって現在の姿に成長した。さくらとエレナは、創設時メンバー5人のうちの2人であり、2011年まで計4度の国民投票におけるツートップだった。
グループ名は連載開始時からしばらくは「Sweet」だったが、連載途中（初版単行本では第3巻第18話）で作中の出来事と関係なく現在のものに改称され、後のテレビアニメ版でも最初からそれが用いられることとなった。公式ブログでは、改称した理由について、アニメ化企画の進行中に「Sweet」がすでに他社の商標であることが判明し、声優による商業活動への使用に支障があったためと説明されている。なお、このグループ名はテレビアニメ化に際し、Sweet Divaの担当声優によるグループ名としても使われた。
ベルセルク
長い歴史を持つ名門女子プロレス団体。技術水準の高い実力派レスラーを多く抱え、真剣勝負を売りとする人気団体。所属レスラーには豊田美咲や風間璃緒といったシャングリラ世界ランカーもいる。入団者へのプロテストとして、10人のレスラーから10本ずつ投げ技を受けさせる「地獄の百発投げ」を課す習慣がある。
シャングリラ
世界最高峰の女子プロレスサーキットの名称。

## 書誌情報
- 夏木きよひと（著）・ESE（原作）『世界でいちばん強くなりたい！』アース・スター エンターテイメント〈Earth star comics〉、全5巻
  - 2011年10月12日 初版第1刷発行（2011年10月12日発売[5]、ISBN 978-4-8030-0281-2
    - 漫画雑誌『月刊コミックアース☆スター』2011年4月号 - 10月号初出。

  - 2012年4月12日 初版第1刷発行（2012年4月12日発売[30]）、ISBN 978-4-8030-0329-1
    - 漫画雑誌『月刊コミックアース☆スター』2011年11月号 - 2012年5月号初出。

  - 2013年4月12日 初版第1刷発行（2013年4月12日発売[31]）、ISBN 978-4-8030-0430-4
    - 漫画雑誌『月刊コミックアース☆スター』2012年6月号 - 2012年12月号初出。

  - 2013年9月12日 初版第1刷発行（2013年9月12日発売[32]）、ISBN 978-4-8030-0503-5
    - 漫画雑誌『月刊コミックアース☆スター』2013年1月号 - 2013年7月号初出。

  - 2013年12月12日 初版第1刷発行（2013年12月12日発売[33]）、ISBN 978-4-8030-0517-2
    - 漫画雑誌『月刊コミックアース☆スター』2013年8月号 - 2013年12月号初出。

## テレビアニメ
| 監督                 | 久城りおん                                                                               |
| シリーズ構成・脚本   | 兵頭一歩                                                                                 |
| キャラクターデザイン | りんしん                                                                                 |
| 総作画監督           | 桜井正明、羽野広範                                                                       |
| アクション監修       | 宇佐美皓一                                                                               |
| プロップデザイン     | 宮川治雄                                                                                 |
| 美術監督             | 前田実                                                                                   |
| 色彩設計             | 三笠修                                                                                   |
| 撮影監督             | 浅川茂輝                                                                                 |
| 編集                 | 瀬山武司                                                                                 |
| 音響監督             | 清水勝則                                                                                 |
| 音楽                 | 小西香葉・近藤由紀夫                                                                     |
| 音楽プロデューサー   | 幕内和博                                                                                 |
| プロデュース         | ジェンコ                                                                                 |
| プロデューサー       | 後藤裕、亀井博之、町田有也、 大城博章、高橋伸一、松尾光広 角田博昭、新宿五郎、兼田健一郎 |
| 制作プロデューサー   | 小澤一由                                                                                 |
| アニメーション制作   | アームス                                                                                 |
| 製作                 | 世界でいちばん強くなりたい！ 製作委員会                                                  |

2013年10月から12月まで放送された。全12話。
『コミック アース・スター』初の30分枠アニメとして制作され、スタッフには監督に久城りおん、キャラクターデザインにりんしん、アニメーション制作にアームスなど、2012年のOVA『一騎当千 集鍔闘士血風録』のメインスタッフが関わっている。また、AT-Xに加えてラジオ大阪が製作委員会に参加している。
#用語でも述べたように、さくらやエレナが最初からSweet Divaとして登場するほか、#スターダム、「速報！バトル☆メン」とのコラボでも述べたように、第7話では世IV虎が自身の役で声をあてている。また、第8話ではフジテレビの『全日本女子プロレス中継』でメイン実況を務めていた志生野温夫が実況役を担当している。
テレビ放送開始と同時にネット配信を開始したニコニコチャンネルに続き、2013年11月19日にはdアニメストアでも第1話から第7話までのネット配信が開始された（同年12月31日まで。第8話以降は1週間限定）が、そのうち第1話と第2話はテレビ放送版よりクオリティを向上させたリテイク版となっている。

### プロモーション
2013年8月8日には放送局がTOKYO MX、読売テレビ、AT-Xであることや、ニコニコ動画でも配信予定であることがアニメ公式サイトで発表された。また、萩原さくらが逆エビ固めに悶絶しながらそれらを紹介するPVも同日にYouTubeで公開されたが、規約違反と見なされて削除されてしまうという珍事も発生した。なお、この悶絶PVは8月10日から12日まで開催されたコミックマーケット84のYTEブースでも上映され、チラシが配布された。
2013年9月29日にヤクルトホールで世界最速第1話先行上映会が開催され、竹達彩奈をはじめボイスドラマ版から一新された主要担当声優陣が登壇した。
2014年4月20日に科学技術館サイエンスホールで『"Sweet Diva" 生歌初披露イベント』が開催された。また同年7月20日にも六本木ブルーシアターでBD/DVD全巻購入者無料招待イベント『せかつよファン大感謝祭』が開催された。

### 主題歌
「ビューティフル・ドリーマー」
鳴海杏子によるオープニングテーマ。作詞はENA☆、作曲は奥井康介、編曲は中山真斗。
「Fan Fanfare!!!」
萩原さくら（竹達彩奈）、宮澤エレナ（阿澄佳奈）、菅野七海（大坪由佳）、望月悠歩（伊藤美来）、早瀬愛華（雨宮天）からなるユニット「Sweet Diva」によるエンディングテーマ。作詞は稲葉エミ、作曲はebaと和寅、編曲はeba。
「空色モノローグ」
鳴海杏子による第8話のエンディングテーマ。作詞は稲葉エミ、作曲は大井翔平、編曲はyamazo。

### 各話リスト
| 話数   | サブタイトル           | 絵コンテ       | 演出                | 作画監督                                                                  |
| ------ | ---------------------- | -------------- | ------------------- | ------------------------------------------------------------------------- |
| 第1話  | アイドルレスラー誕生！ | 久城りおん     | 中川聡              | 金二星                                                                    |
| 第2話  | プロデビュー！         | こでらかつゆき | 松本マサユキ        | しまだひであき、服部憲知                                                  |
| 第3話  | ギブアップ！           | 小林一三       | 浅利藤彰            | Kim E Seong                                                               |
| 第4話  | これがプロレスだ！     | 土河紀夏       | 清水明              | 内原茂、金久保典江                                                        |
| 第5話  | 決戦前夜！             | こでらかつゆき | 栗井重紀            | 林蔡徳                                                                    |
| 第6話  | リベンジマッチ！       | 山本天志       | 山本天志            | 吉岡敏幸、Eum lk Hyun Park Myeong Hun、Park Chang Hwan                    |
| 第7話  | 世界チャンピオン来日！ | こでらかつゆき | 西村博昭            | 藤田正幸、相坂直樹、藤原利恵                                              |
| 第8話  | 世界の力！             | 駒井一也       | 松本マサユキ        | しまだひであき、服部憲知、内原茂                                          |
| 第9話  | 驚異の新人！           | こでらかつゆき | 高田淳              | Hong Bum Suk、Han Seung Gin                                               |
| 第10話 | さくらの宿命！         | 清水明         | 清水明              | 桜庭天寿、吉岡敏幸 榧場忠一郎、竹内アキラ                                 |
| 第11話 | ピュアソウル！         | 土河紀夏       | 松本マサユキ        | 相坂直樹、佐藤道雄、藤原利恵                                              |
| 第12話 | 世界へ！               | こでらかつゆき | 山本天志 久城りおん | Eum Ik Hyun、Park Myeong Hun Park Chang Hwan、Chang Bum Chul Shin Hey Ran |

ニコニコチャンネルでは2013年12月12日に第1話から第10話までのダイジェスト編となる『30分で分かる【世界でいちばん強くなりたい！】〜ブルーパンサーの正体は誰だ!?スペシャル〜』を配信した。

### 放送局
| 放送期間                 | 放送時間                     | 放送局     | 対象地域   | 備考              |
| ------------------------ | ---------------------------- | ---------- | ---------- | ----------------- |
| 2013年10月6日 - 12月22日 | 日曜 20:30 - 21:00           | AT-X       | 日本全域   | CS放送 / 製作参加 |
|                          | 日曜 22:00 - 22:27           | TOKYO MX   | 東京都     |                   |
| 2013年10月8日 - 12月24日 | 火曜 2:42 - 3:12（月曜深夜） | 読売テレビ | 近畿広域圏 | 『MANPA』第3部    |

| 配信開始日     | 配信時間        | 配信サイト         | 備考                                       |
| -------------- | --------------- | ------------------ | ------------------------------------------ |
| 2013年10月8日  | 火曜 10:00 更新 | ニコニコチャンネル | 「せかつよチャンネル」内 / 最新話1週間無料 |
| 2013年11月19日 | 火曜 12:00 更新 | dアニメストア      |                                            |

| 配信開始日     | 配信時間  | 配信サイト | 備考                            |
| -------------- | --------- | ---------- | ------------------------------- |
| 2013年10月18日 | 金曜 更新 | ANIPLUS    | 19歳以上視聴可 / 韓国語字幕あり |

### BD / DVD
| 巻  | 発売日         | 収録話          | 規格品番 | 規格品番 |
| 巻  | 発売日         | 収録話          | BD       | DVD      |
| --- | -------------- | --------------- | -------- | -------- |
| 1   | 2013年12月12日 | 第1話 - 第2話   | EAAB-005 | EAAD-004 |
| 2   | 2014年1月11日  | 第3話 - 第4話   | EAAB-006 | EAAD-005 |
| 3   | 2014年2月12日  | 第5話 - 第6話   | EAAB-007 | EAAD-006 |
| 4   | 2014年3月12日  | 第7話 - 第8話   | EAAB-008 | EAAD-007 |
| 5   | 2014年4月12日  | 第9話 - 第10話  | EAAB-009 | EAAD-008 |
| 6   | 2014年5月12日  | 第11話 - 第12話 | EAAB-010 | EAAD-009 |
| BOX | 2017年7月21日  | 第1話 - 第12話  | -        | SMID-005 |

### 映像特典
BD / DVDのセル版各巻に収録（レンタル版には未収録）。テレビ未放送の完全オリジナルショートムービーであり、第3話までは本編から逸脱した作風のもと、ヒロインたちの裸体を見せることに特化した内容となっている。
| 巻数  | サブタイトル                                                         | 脚本       | コンテ         | 演出         | 総作画監督 | 作画監督           |
| ----- | -------------------------------------------------------------------- | ---------- | -------------- | ------------ | ---------- | ------------------ |
| 第1話 | 衝撃の泥レスリング！                                                 | 大久保昌弘 | 西島克彦       | 清水明       | 羽野広範   | Kwon Yong Sang     |
| 第2話 | 必殺のローション相撲                                                 | 大久保昌弘 | 西島克彦       | 清水明       | 羽野広範   | Kwon Yong Sang     |
| 第3話 | 大決闘！熱湯風呂！                                                   | 大久保昌弘 | 西島克彦       | 清水明       | 羽野広範   | Kwon Yong Sang     |
| 第4話 | 萩原さくら&豊田美咲 夢のタッグ結成！ VS ユンボ山本・ホーネット VOL.1 | 大久保昌弘 | こでらかつゆき | 松本マサユキ | 桜井正明   | Chang Bum Chul     |
| 第5話 | 萩原さくら&豊田美咲 夢のタッグ結成！ VS ユンボ山本・ホーネット VOL.2 | 大久保昌弘 | こでらかつゆき | 松本マサユキ | 桜井正明   | Kim Min Kim hyo En |
| 第6話 | 萩原さくら&豊田美咲 夢のタッグ結成！ VS ユンボ山本・ホーネット VOL.3 | 大久保昌弘 | こでらかつゆき | 松本マサユキ | 桜井正明   | Kim Song Jeong     |

### ラジオ
『SweetDivaの世界でいちばん強いラジオになりたい！』のタイトルで、2013年10月5日より2014年2月1日までラジオ大阪にて放送された。HiBiKi Radio Stationとニコニコチャンネルにおいても地上波放送の翌日よりアーカイブ配信されていた。出演は大坪由佳（菅野七海 役）、伊藤美来（望月悠歩 役）、雨宮天（早瀬愛華 役）の3名。
| 放送地域   | 放送局               | 放送期間                     | 放送日時                      | 放送系列   | 備考                                                |
| ---------- | -------------------- | ---------------------------- | ----------------------------- | ---------- | --------------------------------------------------- |
| 近畿広域圏 | ラジオ大阪           | 2013年10月5日 - 2014年2月1日 | 土曜 0:30 - 1:00 （金曜深夜） | NRN        | テレビアニメ製作参加 1314 V-STATION枠               |
| 日本全域   | HiBiKi Radio Station | 2013年10月5日 - 2014年2月1日 | 土曜 更新                     | ネット配信 |                                                     |
| 日本全域   | ニコニコチャンネル   | 2013年10月5日 - 2014年2月1日 | 土曜 更新                     | ネット配信 | 「せかつよチャンネル」内 「ラジオ大阪チャンネル」内 |

## パチンコ・パチスロ
パチンコ
- CR世界でいちばん強くなりたい!（2017年4月、藤商事）
- P世界でいちばん強くなりたい!（2021年7月、Sansei R&D）
- P世界でいちばん強くなりたい！W悶STARver（2022年7月、Sansei R&D）
- PLT世界でいちばん強くなりたい!2（2025年5月、Sansei R&D）

パチスロ
- パチスロ 世界でいちばん強くなりたい!（2017年8月、藤商事）

## 関連作品
ウタヒメドリーム
アース・スター エンターテイメントのメディアミックス作品。メインキャラクターの1人として、萩原さくらの妹でベルセルクに所属する萩原ひまわりが登場する。パチンコ『PLT世界でいちばん強くなりたい!2』にはゲストキャラクターとしてひまわりが登場し、姉妹で共闘する演出が発生する。